# Papiro di Ossirinco 655
Il Papiro di Ossirinco 655 (P. Oxy. IV 655) è costituito da otto frammenti di un rotolo di papiro sui quali è scritto, in greco, una parte del Vangelo di Tommaso: il logion 24 ed i logia (detti di Gesù) dal 36 al 39 su un lato.
Il foglio originale misurava 82 per 83 mm.
Il testo è ben scritto, in lettere onciali con un tratto elegante e informale; 
non c'è punteggiatura, nessuno spirito aspro, non ci sono accenti né divisione tra i detti, non sono utilizzati i nomina sacra.
Una correzione è stata apportata in corsivo.
Il frammento, databile all'inizio del III secolo, è uno dei tre manoscritti greci esistenti del Vangelo di Tommaso, gli altri due frammenti sono: P. Oxy. 1 e P. Oxy. 654, 
tutti fanno parte dei Papiri di Ossirinco rinvenuti tra il 1897 e il 1907 da Grenfell e Hunt nella cittadina egiziana di Ossirinco.
Secondo Grenfell e Hunt, che hanno identificato questo frammento come proveniente da un vangelo non canonico, è molto vicino ai Vangeli sinottici. 
Essi hanno osservato alcune similarità con il Vangelo secondo Luca. 
A loro parere avrebbe potuto essere parte del Vangelo greco degli Egiziani (come postulato da Adolf Harnack), o una collezione di detti di Gesù utilizzati nella Seconda lettera di Clemente. 
Grenfell e Hunt hanno osservato alcune similarità con P. Oxy. 654.
L'unica copia completa del Vangelo di Tommaso, una versione copta, è stata trovata solo nel 1945 a Nag Hammadi insieme a una collezione di testi gnostici dei primi cristiani, solo dopo tale scoperta è stato possibile attribuire il testo del Papiro di Ossirinco 655.
L'Egypt Exploration Fund nel 1904 ha affidato P. Oxy. IV 655 alla Harvard University, è conservato nel Dipartimento dei manoscritti della Houghton Library (SM Inv. 4367) a Cambridge, Massachusetts.